# Magnus Nedregotten
Magnus Nedregotten (født 24. oktober 1990) er en norsk curlingspiller. Han spiller for Team Minera Slate.
Nedregotten vandt bronze i mixeddouble med Kristin Skaslien under vinter-OL 2018 i Pyeongchang.